# Bugbug
Bugbug is een dorp en bestuurslaag in het regentschap Karangasem van de provincie Bali, Indonesië. Bugbug telt 9111 inwoners (volkstelling 2010). De inwoners vieren de Perang Dawa (oorlog van de goden) om de twee jaar bij volle maan van de vierde maand (oktober). Mensen van alle nabijgelegen dorpen klimmen naar de top van een heuvel en offeren varkens door ze in de bomen op te knopen.